# It Don't Come Easy
"It Don't Come Easy" é uma canção composta pelos músicos britânicos Ringo Starr e George Harrison, mas creditada exclusivamente a Starr. Harrison também produziu a gravação, que foi lançada como um single sem álbum em abril de 1971. Outra versão em que eles tocaram a canção juntos no Concerto para Bangladesh de 1971 foi lançada no álbum ao vivo homônimo.

## Créditos
Os seguintes músicos participaram da versão oficial de "It Don't Come Easy":
- Ringo Starr – vocais, bateria
- George Harrison – guitarra
- Gary Wright – piano
- Klaus Voormann – baixo
- Ron Cattermole – horns
- Mal Evans – pandeiro
- Pete Ham, Tom Evans – vocais de apoio
- Ken Scott – engenheiro de som

## Posição nas paradas musicais
| Parada (1971)                     | Melhor posição |
| --------------------------------- | -------------- |
| Australian Go-Set National Top 60 | 3              |
| Australian Kent Music Report      | 3              |
| Austria                           | 3              |
| Belgian Ultratop Singles          | 9              |
| Canadian RPM 100                  | 1              |
| Dutch MegaChart Singles           | 7              |
| Irish Singles Chart               | 4              |
| Japanese Oricon Singles           | 30             |
| New Zealand NZ Listener Chart     | 7              |
| Norwegian VG-lista Singles        | 5              |
| South Africa (Springbok Radio)    | 4              |
| Swedish Kvällstoppen Chart        | 14             |
| Swiss Singles Chart               | 5              |
| UK Singles Chart                  | 4              |
| US Billboard Hot 100              | 4              |
| US Billboard Easy Listening       | 24             |
| US Cash Box Top 100 Singles       | 1              |
| US Record World Singles Chart     | 1              |
| West German Media Control Singles | 5              |

| Chart (1971)         | Rank |
| -------------------- | ---- |
| Austrália            | 35   |
| Canadian RPM Singles | 9    |
| Reino Unido          | 42   |
| US Billboard         | 43   |
| US Cash Box          | 25   |